# Luis David Martínez
Luis David Martínez (* 12. Mai 1989 in Barquisimeto) ist ein venezolanischer Tennisspieler.

## Karriere
Martínez spielte zu Beginn seiner Karriere ausschließlich Turniere auf der drittklassigen ITF Future Tour, wobei er im Doppel deutlich erfolgreicher war. So konnte er bislang 21 Doppeltitel auf der Future Tour gewinnen. Nachdem er 2008 und 2010 vereinzelt Turniere der zweitklassigen ATP Challenger Tour gespielt hatte, konnte er ab der Saison 2014 regelmäßiger an Turnieren der Challenger Tour teilnehmen. Sein einziger Erfolg war zu Beginn des Jahres der Finaleinzug in Manta, wo er verlor. Im folgenden Jahr spielte Martínez wieder vermehrt Turniere auf der Future Tour, wo er acht Titel holte. Durch diese Erfolge konnte er sich um fast 100 Plätze verbessern, sodass er das Jahr auf dem 247. Rang der Weltrangliste beendete.
2016 begann für ihn mit einer erneuten Finalniederlage in Bucaramanga. Er spielte nunmehr dank seines verbesserten Rankings Turniere der Challenger Tour. Zu Beginn des Jahres konnte er sich in der Rangliste durch kleine Erfolge verbessern und erreichte im Mai seine beste Platzierung mit einem 176. Rang. Allerdings konnte er dieses Niveau nicht halten, weshalb er zu Beginn des Jahres 2017 wieder aus den Top 300 fiel. Im August desselben Jahres feierte Martínez seinen ersten Titelgewinn auf Challengerlevel. In Santo Domingo setzte er sich mit seinem Partner Juan Ignacio Londero gegen die kolumbianische Paarung Daniel Elahi Galán und Santiago Giraldo in zwei Sätzen durch. Im März 2018 stand er in Drummondville nochmals in einem Challengerfinale, musste sich jedoch Joris De Loore und Frederik Nielsen in zwei Sätzen geschlagen geben.
Martínez spielt seit 2009 für die venezolanische Davis-Cup-Mannschaft, wo er eine Einzelstatistik von 7:7 und im Doppel von 15:2 hat.

## Erfolge
| Legende (Anzahl der Siege)  |
| Grand Slam                  |
| ATP World Tour Finals       |
| ATP World Tour Masters 1000 |
| ATP World Tour 500          |
| ATP World Tour 250          |
| ATP Challenger Tour (16)    |

### Doppel

#### Turniersiege
| Nr. | Datum             | Turnier             | Belag         | Partner                | Finalgegner                                | Ergebnis           |
| --- | ----------------- | ------------------- | ------------- | ---------------------- | ------------------------------------------ | ------------------ |
| 1.  | 19. August 2017   | Santo Domingo       | Sand          | Juan Ignacio Londero   | Daniel Elahi Galán Santiago Giraldo        | 6:4, 6:4           |
| 2.  | 21. November 2020 | Guayaquil           | Sand          | Felipe Meligeni Alves  | Sergio Martos Gornés Jaume Munar           | 6:0, 4:6, [10:3]   |
| 3.  | 28. November 2020 | São Paulo           | Sand          | Felipe Meligeni Alves  | Rogério Dutra da Silva Fernando Romboli    | 6:3, 6:3           |
| 4.  | 13. Februar 2021  | Biella              | Hartplatz (i) | David Vega Hernández   | Szymon Walków Jan Zieliński                | 6:4, 3:6, [10:8]   |
| 5.  | 20. März 2021     | Santiago de Chile   | Sand          | Gonçalo Oliveira       | Rafael Matos Felipe Meligeni Alves         | 7:5, 6:1           |
| 6.  | 14. August 2021   | San Marino          | Sand          | Zdeněk Kolář           | Rafael Matos João Menezes                  | 1:6, 6:3, [10:3]   |
| 7.  | 2. April 2022     | Pereira             | Sand          | Cristian Rodríguez     | Grigori Lomakin Oleh Prychodko             | 7:62, 7:63         |
| 8.  | 16. Juli 2022     | Verona              | Sand          | Andrea Vavassori       | Juan Ignacio Galarza Tomás Lipovsek Puches | 7:64, 3:6, [12:10] |
| 9.  | 29. April 2023    | Savannah (1)        | Sand          | William Blumberg       | Federico Agustín Gómez Nicolás Kicker      | 6:1, 6:4           |
| 10. | 1. Juli 2023      | Modena (1)          | Sand          | William Blumberg       | Roman Jebavý Wladyslaw Manafow             | 6:4, 6:4           |
| 11. | 11. November 2023 | Knoxville           | Hartplatz (i) | Cannon Kingsley        | Mac Kiger Mitchell Krueger                 | 7:63, 6:3          |
| 12. | 20. Januar 2024   | Teneriffa           | Hartplatz     | Vasil Kirkov           | Karol Drzewiecki Piotr Matuszewski         | 3:6, 6:4, [10:3]   |
| 13. | 23. November 2024 | São Paulo           | Hartplatz     | Federico Agustín Gómez | Christian Harrison Evan King               | 7:64, 7:5          |
| 14. | 26. April 2025    | Savannah (2)        | Sand          | Federico Agustín Gómez | Mac Kiger Patrick Maloney                  | 3:6, 6:3, [10:5]   |
| 15. | 10. Mai 2025      | Francavilla al Mare | Sand          | Facundo Mena           | Théo Arribagé Grégoire Jacq                | 7:5, 2:6, [10:8]   |
| 16. | 5. Juli 2025      | Modena (2)          | Sand          | Federico Agustín Gómez | Johannes Ingildsen Miloš Karol             | 7:5, 7:65          |